# Ева Сјатковска
Ева Магдалена Сјатковска (пољ. Ewa Magdalena Siatkowska; Варшава, 18. јул 1930 — Варшава, 27. децембар 2020) била је пољски лингвиста и слависта.
Године 1952. почела је да ради на Универзитету у Варшави — на словенском семинару код професора С. Слонског. Затим је радила на катедри за словенску филологију, на институту за словенску филологију и институту за западне и јужнословенске студије. Године 1965. одбранила је докторску тезу. Године 1990. добила је звање професора на Универзитету у Варшави. Добитница је Златног крста Заслуге и Витешког крста препорода Пољске. Њене научне публикације биле су посвећене западнословенским, чешком и лужичкосрпском језику. Аутор „Словника пољско-горњолужичкосрпског и горњолужичкосрпско-пољског” (Варшава, 2002). Написала је преко 100 публикација, укључујући и неколико књига. Основала је часопис „Зешити лужицке”.
Монографије
- , 1964.
- , 1967.
- , 1976.
- , 2000.
- , 1992.
- , 2001.
- , 2003.
- , 2004.
- , 2014.